# Bourse (économie)
Pour les articles homonymes, voir Bourse.

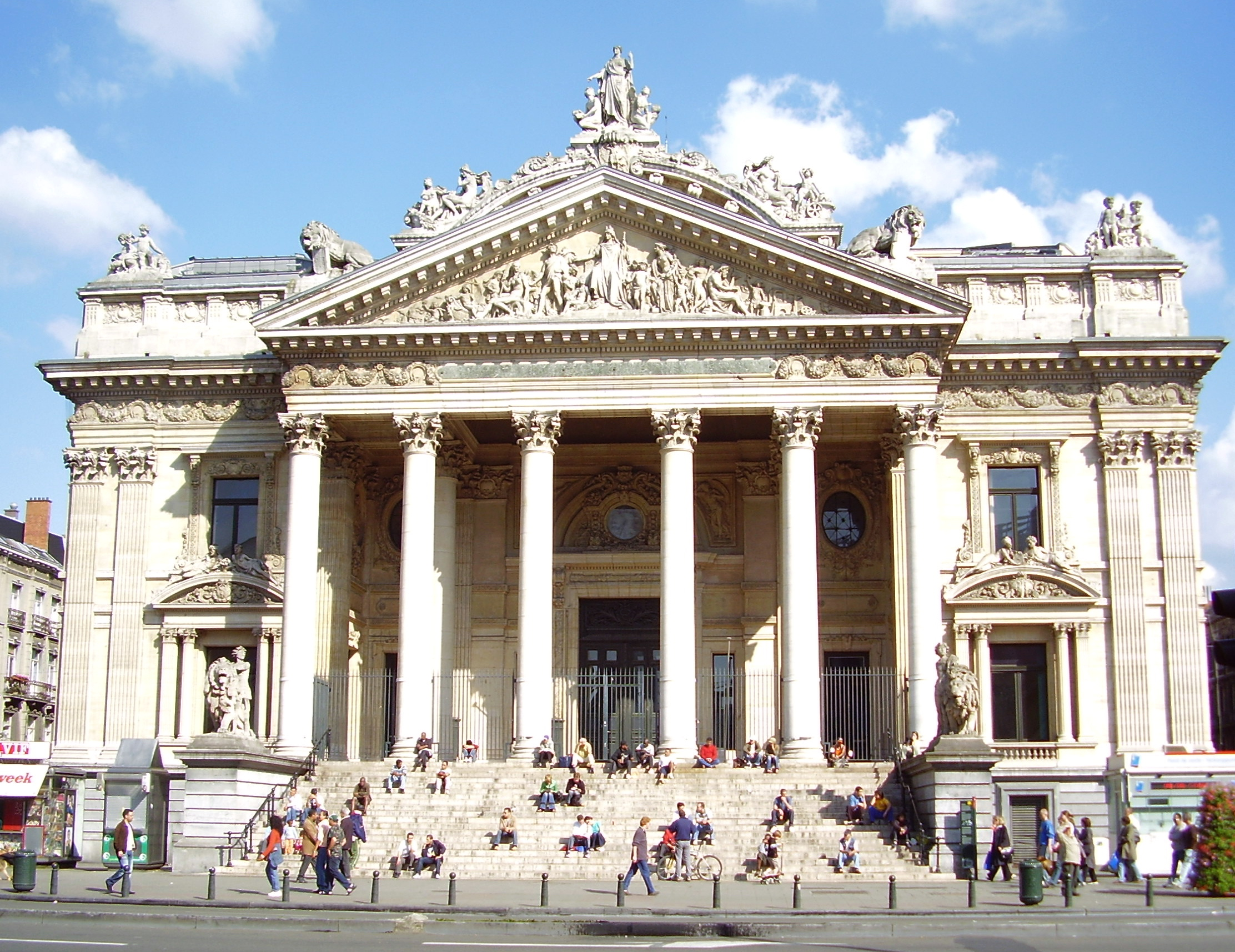
La Bourse de Bruxelles, terminée en 1873.

Une bourse, au sens économique et financier, est une institution, privée ou publique, qui permet de découvrir et d'afficher le prix d'actifs standardisés et d'en faciliter (d'apparier) les échanges dans des conditions de sécurité satisfaisante pour l'acheteur et le vendeur. Une bourse abrite un marché réglementé et organisé dont la présence est permanente, contrairement à un marché (de campagne par exemple) dont la présence est éphémère, mais dont les fonctions sont voisines. Elle s'insère dans une chaîne logistique complexe de passation des ordres, de clearing des ordres et de livraison des titres (ou autres).
La bourse est une institution de l'économie de marché, car elle assure la formation continue des prix par confrontation de l'offre et de la demande. Elle est généralement surveillée par un régulateur qui assure sa neutralité de fonctionnement (équité de traitement des investisseurs), la bonne circulation des informations (communiqués) et la police du marché si nécessaire (notifications, enquêtes, sanctions).
Les bourses étaient autrefois abritées dans des bâtiments spéciaux destinés à accueillir les opérateurs qui en assuraient le fonctionnement : courtiers, agents de change (aujourd'hui disparus), et autres membres. Ces membres assuraient les cotations à la bourse par divers systèmes de formation des prix tels que criée, casiers ou boites. Les bourses se sont progressivement dématérialisées et ont migré sur des réseaux informatiques qui assurent les mêmes fonctions, sans qu'une présence physique des opérateurs en un même lieu soit nécessaire. Des opérateurs purement logiciels sont apparus dans les dernières décennies.
On distingue :
- les bourses des valeurs : actions, obligations, produits dérivés (options, bons de souscription), OPCVM ;
- les bourses de matières premières (métaux, hydrocarbures, céréales, etc.) ou de biens de consommation en gros (diamants, fleurs, etc.). L'or et l'argent ont un statut un peu particulier « compartiment » qui est dû à leur ancienne fonction monétaire ;
- les bourses spécialisées dans les contrats à terme, futures (matière première par exemple pétrole, produits finis, par exemple jus d'orange, produits financiers, par exemple indice boursier), comme le LIFFE.

Employé seul dans un contexte financier, le terme « bourse » réfère le plus souvent à une bourse de valeurs, de matières premières ou de produits financiers spécialisés (de type futures).

## Étymologie

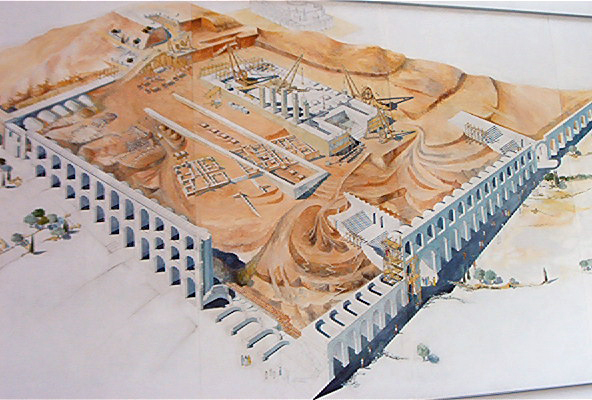
Terrassement de Byrsa au temps des Romains.

Le mot actuel de « bourse » pourrait dériver du nom de la colline de « Byrsa » située en retrait de Carthage, riche ville du monde antique, à 10 km de Tunis, où avait été construit un temple dédié au dieu guérisseur Echmoun. Un mur y ayant été édifié, la colline du sanctuaire était une citadelle. Aujourd'hui, on y trouve le monastère des Pères Blancs et la cathédrale Saint-Louis.
Le terme de « bourse », dans son sens actuel, apparaît au début du XIVe siècle, à Bruges en Flandre, lieu de commerce depuis le XIIe siècle. Cette étymologie est proposée par Lodovico Guicciardini : « les marchands brugeois tenaient des réunions journalières sur une place sise au centre de la ville à l'entrée de laquelle s'élevait un hôtel construit par la noble famille des Buerse (Van der Borsen). Sur la façade de cet hôtel étaient sculptées ses armes d'or à une bande de gueules chargée de trois bourses d'argent. De ces diverses circonstances, la place fut bientôt dénommée ter buerse et finalement Borse tout court, comme cela arrive d'ordinaire. Les marchands brugeois, qui avaient des rapports continuels avec Anvers et Bergen-op-Zoom, donnèrent le même nom de Borse à l'endroit où ils se réunissaient dans ces villes pour traiter de leurs affaires. Ce nom se vulgarisa plus tard en France, et notamment à Rouen et à Toulouse, où l'on désigna ainsi certaines places, boutiques et galeries spécialement accommodées pour l'usage des marchands. La même chose eut lieu à Londres ; après l'achèvement du beau local fondé par Thomas Gresham, la reine Élisabeth, étant allée l'inspecter en fut très-satisfaite ; mais pour qu'il ne parût pas avoir été fait d'après les plans de la Bourse d'Anvers, elle le nomma Royal Exchange, recommandant bien expressément de ne pas lui donner un autre nom. Néanmoins, la désignation ancienne eut tant de puissance que, malgré les ordres de la Reine, le local fut appelé communément Bourse comme à Bruges et à Anvers ».

## Historique
Au XIIe siècle, les courtiers de change étaient chargés en France de contrôler et réguler les dettes des communautés agricoles pour le compte des banques. Il s'agit en fait des premiers courtiers. Ils se réunissaient sur le Grand Pont à Paris, l'actuel Pont au Change. Il tire justement son nom des courtiers de change.
Au XIIIe siècle, les banquiers lombards sont les premiers à échanger des créances d'État à Pise, Gênes ou Florence.
En 1409, le phénomène s'institutionnalise par la création de la Bourse de Bruges. Elle est rapidement suivie par d'autres, en Flandre et dans les pays environnants (Gand et Amsterdam). C'est encore dans les Pays-Bas espagnols (Belgique actuelle) que le premier bâtiment conçu spécialement pour abriter une bourse fut édifié, à Anvers. La première bourse organisée en France voit le jour à Lyon en 1540.

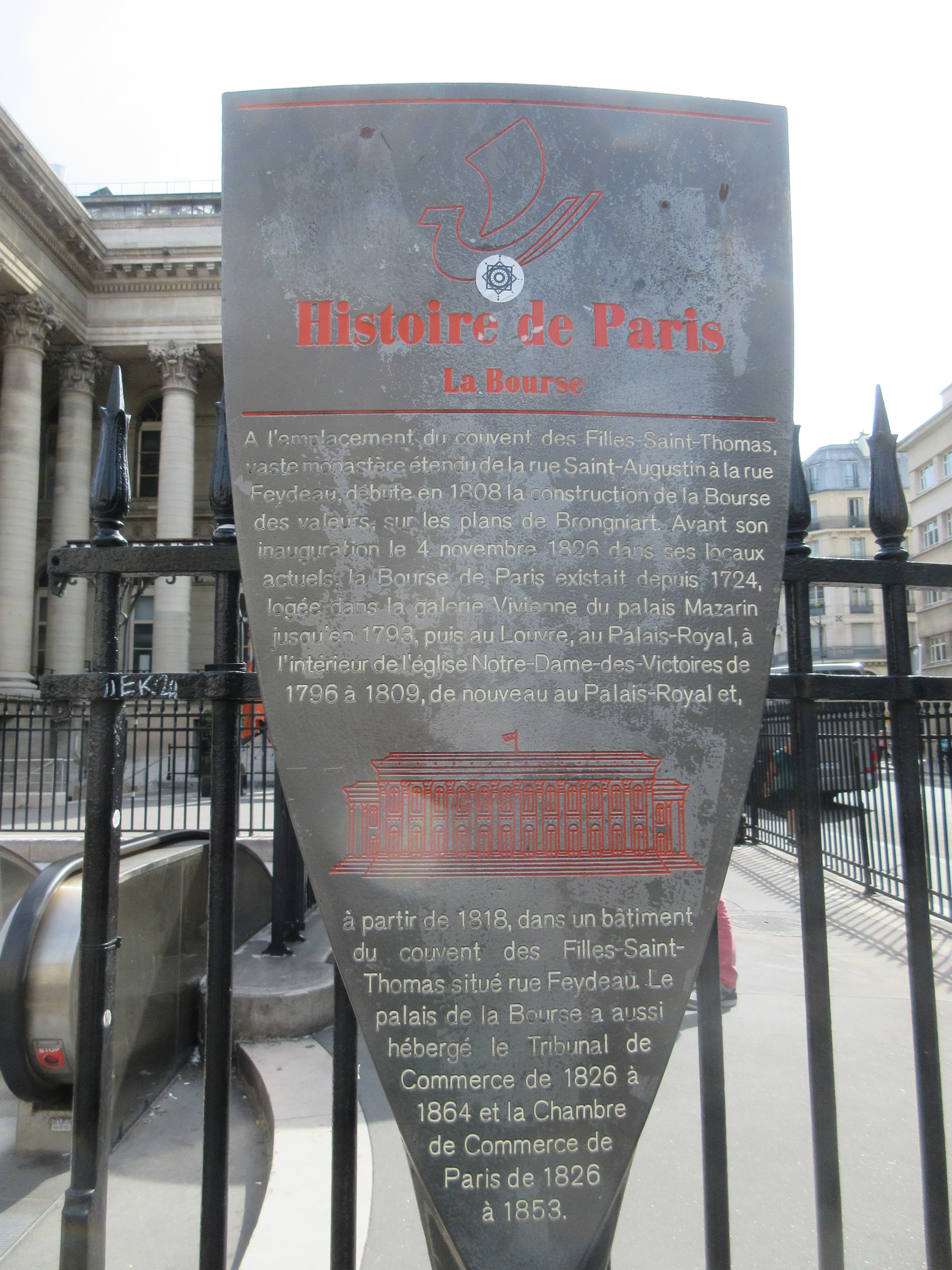
Bourse de Paris : panneau Histoire de Paris.

Le premier krach boursier recensé a lieu en 1636 en Hollande. Les cours des bulbes de tulipe ayant atteint des niveaux excessivement élevés, le cours s'effondra le premier octobre. C'est la tulipomanie.
Au XVIIe siècle, les Hollandais sont les premiers à utiliser la bourse pour financer des entreprises : la première entreprise à émettre des actions et des obligations fut la Compagnie néerlandaise des Indes orientales, introduite en 1602. C'est en 1688 qu'on commence à coter les actions et obligations à la bourse de Londres[réf. nécessaire].
En 1774, à la Bourse de Paris (créée en 1724), les cours doivent désormais être obligatoirement criés, afin d'améliorer la transparence des opérations. C'est la création du parquet.
Au XIXe siècle, la révolution industrielle permet le développement rapide des marchés boursiers, entraîné par les besoins importants de capitaux pour financer l'industrie et les transports.
À partir des années 1970, on assiste à la dématérialisation des titres échangés en bourse grâce à la révolution informatique. Dès 1971, le NASDAQ est le premier marché de cotations informatisées. En France, la dématérialisation fut effective à partir du 5 novembre 1984.

## Rôles
Les marchés financiers permettent une allocation efficace des ressources.
La bourse est tout d'abord un lieu de rencontre de l'offre et de la demande de produits standardisés en vue de la découverte de leur prix en continu ou à certains moments de la journée (fixing). Elle assure des fonctions de financement de l'économie (symétriquement de placement pour ceux qui ont des liquidités à investir), d'allocation et de gestion des risques ainsi que de liquidité des titres. Les marchés financiers permettent de vendre des valeurs mobilières neuves (nouvellement émises) ou d'occasion (déjà émises, et appartenant à un investisseur). Ces valeurs peuvent être échangées sur des marchés réglementés (souvent appelés bourse) ou de gré-à-gré.
- Financement des entreprises : le marché boursier permet aux entreprises de se financer, d'investir, en mettant directement en contact l'offre et la demande par la souscription à des augmentations de capital. On parle de système désintermédié à la différence du système bancaire. Par l'introduction en bourse ou par les augmentations de capital, les entreprises ont accès à des ressources financières supplémentaires. Les bourses[6] ont permis aux entreprises de grandir et donc de développer des projets qu'un individu seul n'aurait pu financer. Par exemple, la Bourse de Londres voit le jour avec le besoin de financer des expéditions vers la Russie et l'Inde[7]. De même, un essor est donné aux bourses avec la révolution industrielle et le besoin de financer, entre autres, les grands réseaux ferrés. Le 1er août 1836, le Mohawk and Hudson Railroad est le premier chemin de fer coté.

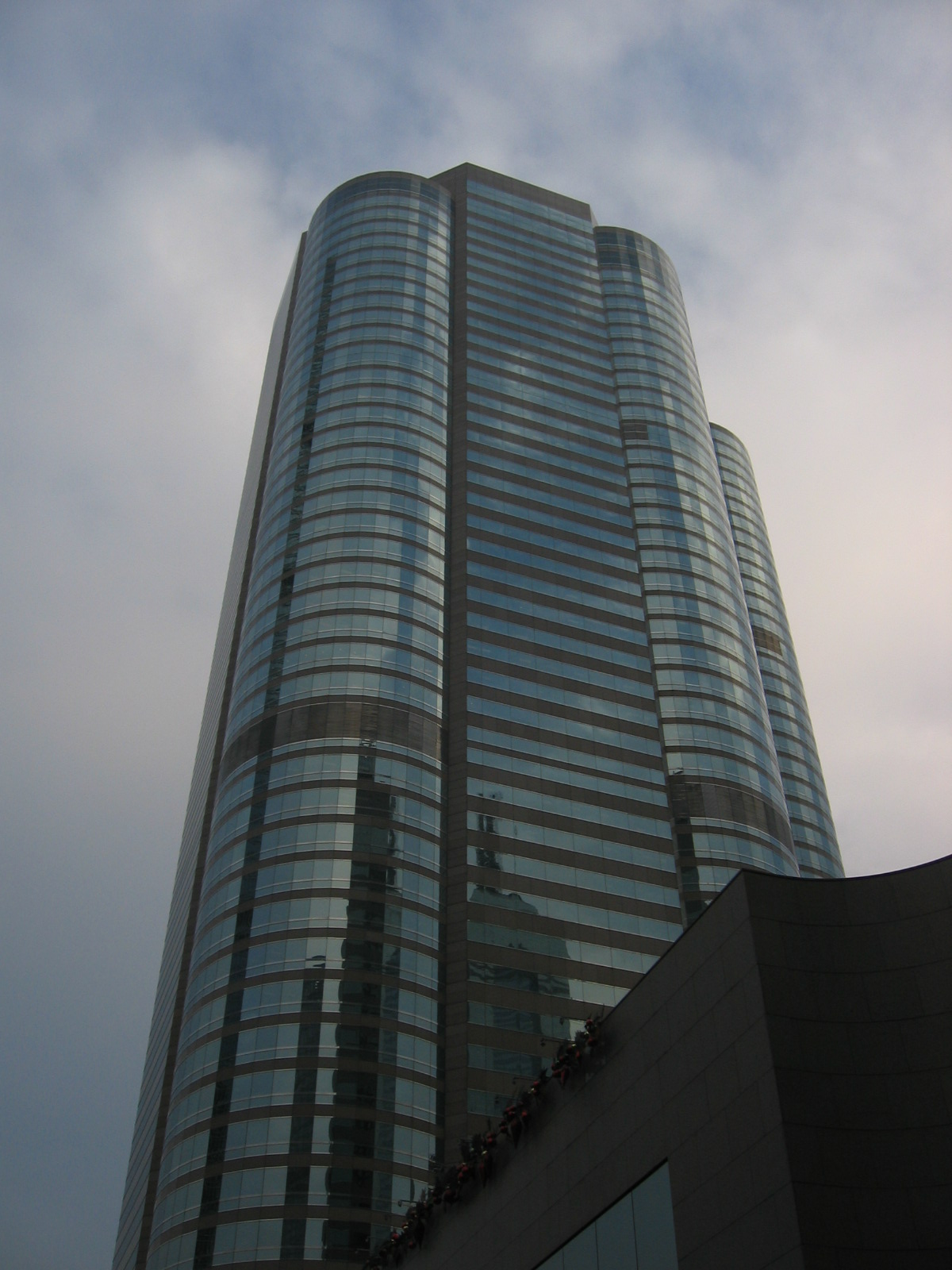
La Bourse de Hong Kong, huitième mondiale par sa capitalisation.

Une entreprise n'obtient de nouvelles ressources, à travers l'émission d'actions ou d'obligations, que sur le marché dit primaire. Il existe trois grands types de mécanismes d'introduction (IPO ou initial public offering) : l'offre à prix ferme, les enchères et la méthode du livre d'ordres ou placement.
- Orientation de l'épargne : les investisseurs ayant une capacité d’épargne positive peuvent devenir les actionnaires des entreprises privées ou devenir les créanciers de ces sociétés et des collectivités publiques. Ils peuvent investir soit à l'occasion d'augmentation de capital ou d'introduction en bourse sur le marché primaire, ou s'orienter sur le marché dit secondaire sur lequel sont négociés les titres déjà émis. La bourse permet la mobilisation de l'épargne et partant une meilleure allocation des ressources vers les projets d'investissements les plus profitables. En facilitant l'accès à l'épargne, les bourses rendent possibles de nouveaux investissements et améliorent donc la rentabilité des investissements.
- Gestion du risque : la bourse permet de transférer le risque par le biais des négociations d'actions et d'obligations. Elle permet également aux investisseurs (entreprises, actionnaires, créanciers…) de se protéger du risque (risques de change, de taux, de crédit, de baisse des cours...) par l'utilisation de produits dérivés : les swaps, les futures, les contrats à terme, les options.
- Liquidité des titres : la bourse permet la négociabilité des titres. Cette facilitation de la sortie permet d'attirer un plus grand nombre d'investisseurs et explique pourquoi les sociétés de capital-risque souhaitent que les entreprises dans lesquelles elles ont investi s'introduisent en bourse.
- Indicateur de valeur : les cotations effectuées à la bourse permettent de mesurer la valeur attribuée par le marché à une entreprise, une matière première ou à une créance dans le temps. Les cours permettent donc de suivre l'évolution du prix de produits et l'évolution générale de la situation économique d'un pays.
- Outil de contrôle : les sociétés cotées en bourse doivent respecter des réglementations plus strictes quant à la publication de leurs comptes. Ces entreprises sont également suivies par de multiples équipes d'analystes financiers, qui diffusent largement toutes les informations qui ont potentiellement un impact sur le cours de l'action de la société.

## Actifs et contrats traités
Les bourses peuvent traiter un très grand nombre de produits, parmi lesquels :
- les titres financiers : actions, obligations et autres titres de créances ;
- les produits dérivés : swaps, options, futures, forwards… Les produits dérivés ont pour sous-jacents différents instruments financiers, des matières premières (hydrocarbures, métaux, céréales, droits à polluer…).

Les devises ne font pas l'objet d'échange en bourse. Lorsqu'elles sont convertibles, celles-ci sont négociées les unes contre les autres généralement en continu sur le marché des changes qui est un marché de gré à gré (dit OTC, over the counter).

## Fonctionnement
En France, les acheteurs et les vendeurs passent leurs ordres de bourse par le biais d'un intermédiaire financier (banque, société de gestion, conseiller financier…) qui transmet ceux-ci à un membre officiel de la bourse (dénommé courtier, société de bourse, entreprise d'investissement, broker). Depuis la directive européenne de 1993 sur les services d'investissement (DSI), on parle de prestataires de services d'investissement (PSI).
La multiplication des opérations est rendue possible grâce à la dématérialisation des titres. Les transactions ont lieu grâce aux systèmes informatiques développés par les sociétés de bourse comme NYSE Euronext ou le London Stock Exchange. La vocation de ces sociétés est de gérer et d'assurer le bon fonctionnement du marché, ainsi que de garantir collectivement les opérations vis-à-vis des investisseurs.
Les bourses étaient, à l'origine, des sociétés mutuelles possédées par les courtiers. Ainsi, le New York Stock Exchange est créé le 17 mai 1792 par vingt-quatre courtiers. De plus en plus les bourses tendent cependant à être elles aussi introduites en bourse. Euronext est ainsi coté sur la place de Paris et est le résultat d'un processus de fusion entre différentes bourses européennes puis avec le New York Stock Exchange aux États-Unis.
Depuis le 1er novembre 2007, la nouvelle réglementation financière européenne (MiFID) autorise les établissements bancaires qui le souhaitent à créer leur propre bourse afin d'augmenter la concurrence dans le secteur. Sept banques d'investissement ont profité de l'occasion pour créer une nouvelle bourse commune, nommée Turquoise, dont le but affiché est d'offrir des tarifs plus attractifs que ceux des bourses traditionnelles.

## Analyse technique et trading
- Analyse technique : l’analyse technique est une méthode utilisant de plus en plus des algorithmes de détection de motifs et de tendance traduisant en graphiques l’évolution du cours d’une valeur pour aider le trader à envisager les scénarios possibles d’évolution future du cours de la valeur. Ces scénarios peuvent ensuite être exploités dans le cadre d’une stratégie spéculative de « trading » visant à gagner plus d'argent[8]. Alors que de nombreux aspects sociopsychologiques entrent en jeu dans l'évaluation d'une valeur, la profitabilité de ces méthodes est discutée pour certains secteurs (bulles spéculatives) mais est jugée globalement lucrative par certaines analyses bancaires pour d'autres secteurs (ex pour le marché des changes dit Forex[9]). Toutefois la spéculation est particulièrement critiquée lorsqu'elle n’apporte pas d'utilité, contrairement au détenteur durable de titres. La recherche systématique de profit est contraire à la morale chrétienne[10],[11]; l'investisseur ne devra pas afficher sa fortune ou ses bons coups boursiers et il doit investir en évitant les  risques[12],[13].

- Trading : le trading est une activité pratiquée via un ordinateur ou un réseau d'ordinateurs, le plus souvent en utilisant l’analyse technique de manière à acheter et vendre des valeurs au meilleur prix.
- Transactions à haute fréquence : c'est (avec le « flash trading » et le « flash order » qui lui sont associés[14]) le trading qui n'est confié qu'à des logiciels et des algorithmes[15] ayant un temps de réponse extrêmement rapide et qui accaparent désormais la majorité des ordres en bourse. La vitesse des transactions prend une importance croissante, avec de nouveaux records dans les années 2010[16]. En quelques années (débuts du XXIe siècle), la part des transactions lancées par des robots est passé de 0 à 50 % (en 2012[17]) des volumes. En novembre 2011, plus de 90 % des ordres de bourse sur le marché européen étaient émis par des traders haute fréquence[18]… alors que ces nouveaux traders (« anges ou démons » du système financier[17] ?) traquent les coûts de latence ou changent les règles en pratiquant de nouvelles formes d'espionnage des données avec le data snooping[19],[20])... Les échanges s'effectuent en « millième de seconde » d'où le nom de cette approche : « high frequency trading » ; en 2013, selon Marin Scholtus (de l'Econometric Institute et du Tinbergen Institute, de l'Université Érasme de Rotterdam), « un retard de simplement 200 millisecondes est considéré comme nuisant significativement à la performance boursière et les jours de faible volatilité, c'est déjà le cas pour les retards de plus de 50 millisecondes. En outre, l'importance de la vitesse de rendement augmente de règles de négociation au fil du temps » ;
De nombreux experts reprochent à cette technique d'échapper aux règles de la concurrence (ou d'en profiter anormalement[21]), de causer des biais de sélection adverses[22] et d'être la cause du « krach-éclair de Wall Street » qui en mai 2010 a fait plonger le Dow Jones de -2 à -10 % en quelques minutes. La commission américaine Securities and Exchange Commission a proposé en septembre 2009[23],[24],[25] d'interdire ces pratiques dans le cadre d'une réforme visant à mieux réguler les marchés boursiers à la suite de la crise financière de 2008[26],[27], mais en 2011, le fast-trading était à nouveau très présent[28] et six ans après la crise de 2008 (début 2014) cette proposition n'a pas à ce jour été suivie et le taux de transactions faites par des robots a atteint ou dépassé les niveaux d'avant la crise[réf. nécessaire].

## Grandes bourses mondiales
Une des manières les plus fréquentes d'évaluer l'importance économique et financière d'une place boursière dans l'espace mondial est de comparer sa capitalisation boursière avec les autres places boursières. La capitalisation boursière est la somme des capitalisations des sociétés cotées dans la place boursière. Cette capitalisation fluctue en fonction de divers critères puisqu'une place boursière est un marché. Les chiffres sont donc variables.
Les bourses sont devenues des infrastructures privées de cotation d'actifs qui sont des entreprises, elles-mêmes cotées. Un mouvement de concentration s'est amorcé mondialement afin de construire des pôles de cotation plus performants. Ces fusions conduisent à la création d'entités transnationales concurrentes qui sont spécialisées dans la cotation de valeurs et sont présentes sur tous les grands marchés.
La liste des dix principales bourses dans le monde, classées en fonction de leur capitalisation boursière en mars 2018, qui ont toutes été ajustées au dollar américain : 
1. La Bourse de New York (New York Stock Exchange ou NYSE), États-Unis : 24 490 milliards de dollars en janvier 2021.
2. Le NASDAQ (National Association of Securities Dealers Automated Quotations), États-Unis : 19 340 milliards de dollars en janvier 2021.
3. La Bourse de Shanghai (Shanghai Stock Exchange ou SSE), république populaire de Chine : 6 500 milliards de dollars en janvier 2021.
4. La Bourse de Hong Kong (Hong Kong Stock Exchange ou SEHK), Hong Kong : 6 460 milliards de dollars en janvier 2021.
5. La Bourse de Tokyo (Tokyo Stock Exchange ou TSE), Japon : 6 350 milliards de dollars, en janvier 2021.
6. La Bourse de Shenzhen (Shenzhen Stock Exchange ou SZSE), République populaire de Chine :  4 900 milliards de dollars en janvier 2021.
7. Euronext (Euronext Stock Exchange), Zone Euro : 4 880 milliards de dollars en janvier 2021.
8. La Bourse de Londres (London Stock Exchange ou LSE), Royaume-Uni : 4,38 milliards de dollars en mars 2018.
9. La Bourse de Toronto (Toronto Stock Exchange ou TSX), Canada : 2,29 milliards de dollars en mars 2018.
10. La Bourse de Francfort (Deutsche Boerse ou FWB), Allemagne :  2,22 milliards de dollars en mars 2018.

## Statistiques mondiales à long terme
L'étude « Global Investment Returns Yearbook 2017 » du Crédit Suisse analyse 117 ans (1900-2016) de performance pour cinq classes d'actifs (actions, obligations, cash, inflation et devises) dans vingt et un pays. Il en ressort que les actions ont dégagé un rendement moyen annuel de 5,1 %, contre 1,8 % pour les obligations et 0,8 % pour les bons du Trésor, quand l'inflation mondiale a progressé en moyenne de 2,9 % par an. Mais au XXIe siècle (2000-2016), le rendement des actions s'est abaissé à 1,9 % par an contre 4,8 % par an pour les obligations. Aux États-Unis, le rendement moyen annuel des actions sur 117 ans s'établit à 6,4 % (2,7 % sur 2000-2016), en Allemagne à 3,3 % (2,2 %), en France à 3,3 % (1,7 %), au Japon à 4,2 % (0,8 %) et au Royaume-Uni à 5,5 % (2,4 %). En 1900, le Royaume-Uni dominait la bourse avec 25 % de la capitalisation mondiale, devant les États-Unis (15 %), l'Allemagne (13 %), la France (11,5 %) et la Russie (6,1 %). En 2016, ce sont les États-Unis qui dominent largement (53,2 %) devant le Japon (8,4 %) et le Royaume-Uni (6,2 %) ; l'Allemagne et la France n'ont que 3,1 % chacune, la Suisse 2,9 % et la Chine 2,2 %.

## Critiques de la bourse

### Critiques morales
Au XIXe siècle, les pères fondateurs de l'économie de marché, et en particulier Adam Smith ont émis des recommandations sur les conditions éthiques d'un bon fonctionnement de l'économie de marché. Ces recommandations ont été reprises par des observateurs de la transformation de la société lors de la révolution industrielle, notamment des socialistes idéalistes, des catholiques-sociaux, et des nationalistes, tous critiques, pour des raisons morales et politiques à l'origine, de l'opposition entre une « économie réelle » (le travail, la production, le petit propriétaire) à la sphère financière (éventuellement reliée, chez certains, au thème du rejet du cosmopolitisme). Pierre-Joseph Proudhon, socialiste et collaborateur de Karl Marx, était néanmoins très intéressé par la bourse dont il tirait des revenus substantiels à travers la publication de nombreux écrits, tout en dénonçant la spéculation.
À l'inverse, les défenseurs de la spéculation soulignent qu'il s'agit d'un mécanisme indispensable à la société qui permet de diriger les capitaux vers les sociétés qui seront le mieux à même de créer de la valeur et donc de permettre la prospérité. L'économiste Jean-Yves Naudet écrit ainsi : « soutenir que les spéculateurs rendent un vrai service, ce n’est pas politiquement correct, mais c’est scientifiquement prouvé ». À ce propos, il convient de distinguer les opérations de trading, qui ont peu d'impact sur l'activité des sociétés, des véritables opérations d'investissement. Quels que soient les effets de la spéculation, il faut comprendre que pour qu'une entreprise puisse se couvrir sur un risque, il faut qu'un acteur accepte de prendre un risque inverse, notamment lorsqu'une entreprise n'a pas un besoin exactement symétrique à une autre. La spéculation est particulièrement critiquée lorsqu'elle est :
- unilatérale et déstabilisante pour l'économie (par exemple dans le cas d'une action délibérée et massive contre une monnaie) ;
- proche des jeux d'argent (d'où l'expression « jouer en bourse ») en raison des comportements pathologiques qu'elle peut entraîner ;
- ou lorsqu'elle exploite systématiquement une aberration du marché, dans ce cas les autorités de tutelle doivent y mettre un terme. Elle peut dans certains cas se retrouver à la frontière de la légalité puis se situer sur un terrain délictuel entraînant des poursuites judiciaires par exemple en provoquant artificiellement la hausse d'un titre par une manipulation de l'offre et de la demande.

Revenant sur la théorie de l'école de la régulation selon laquelle la bourse privilégierait le court terme, les économistes Augustin Landier et David Thesmar critiquent cette vision : en prenant l'ensemble des entreprises cotées américaines en 2004 et en retenant comme indicateur le price to book ratio (valorisation par le marché de l'actif comptable de l'entreprise), ils observent que celles qui font des pertes sont valorisées environ 50 % plus cher que celles qui dégagent des profits, soit l'exact opposé de la théorie de la régulation. Ils expliquent ce paradoxe apparent par le fait que les investisseurs sont prêts à payer pour des profits attendus à long terme. Le réel problème vient selon eux des stock-options qui incitent certains dirigeants à doper leur cours de bourse par des manipulations comptables, problème que les auteurs proposent de résoudre en interdisant d'exercer les options pendant la durée du mandat de dirigeant.

### Critiques sur l'efficience du marché
John Maynard Keynes a défendu l'idée que la « bourse » (c’est-à-dire le marché secondaire) était un « concours de beauté », considérant que pour gagner en bourse, il ne faut pas investir sur l'entreprise potentiellement la plus rentable, mais sur l'entreprise dont tout le monde pense qu'elle est potentiellement la plus rentable. Cette différence qui peut paraître minime ouvre en fait une ère où la communication est reine. Selon Keynes, il n'est pas toujours nécessaire à une entreprise d'être rentable, il peut suffire de le faire croire à une majorité, et de faire savoir que la majorité le croit.
La théorie opposée dite de l'efficience du marché considère que dans un marché ouvert où bon nombre d'acteurs font commerce, le prix d'un titre représente exactement sa valeur. Dans cette optique, il serait inutile de tenter de battre le marché en analysant chaque action puisque des milliers d'autres analystes l'ont déjà fait et que le prix contient déjà toute cette information. Les variations ultérieures des prix seraient ainsi fonction de nouveaux évènements imprévus et aléatoires, d'où une hypothèse annexe dite de la marche au hasard. Le principal auteur de ces deux théories est Eugène Fama.
L'efficience du marché dans le mécanisme de la formation des prix a pu être mise en cause lors de l'observation de la formation de bulles spéculatives. L'une des plus célèbres est celle du prix des bulbes de tulipes observée à Amsterdam en 1650. Certains économistes nient toujours l'existence de bulles alors que d'autres les considèrent comme un comportement exubérant, prolongeant à l'infini des taux de croissance passés du prix d'un actif par des anticipations irrationnelles. Ces bulles provoquent lors du retour à la réalité des prix, un brutal réajustement du prix des actifs pouvant se traduire par un krach boursier. L'apport des neuro-sciences aux sciences économiques permet de mieux comprendre comment certaines décisions qualifiées de rationnelles passent auparavant par un filtre émotionnel pouvant les perturber.

### Critiques internes des acteurs du marché
Cette catégorie de critiques ne porte pas sur l'existence de la bourse, mais sur son efficience et son fonctionnement. Le développement du trading haute-fréquence, la présence d'algorithmes semi autonomes qui patrouillent le marché en permanence à la recherche d'arbitrages et de temps de latence, mais aussi le développement des « dark pools » font craindre que le marché boursier échappe de plus en plus aux investisseurs classiques, pour se transformer en course aux nouvelles technologies.
Du côté des entreprises cotées en bourse, la bourse est parfois critiquée pour ne pas conférer une « juste » valorisation aux sociétés, livrées aux mouvements du marché ou aux rumeurs. Cette critique est cependant de portée limitée dans un marché sur lequel interviennent de nombreux intervenants. L'entreprise comprend rapidement que l'amélioration de sa communication financière constitue un facteur clé de sa juste valorisation.
Pour les entreprises à plus faible capitalisation, les coûts de communication financière ou les obligations réglementaires supplémentaires imposées par les autorités de marché peuvent représenter des coûts importants qui peuvent devenir dissuasifs ; la loi Sarbanes-Oxley votée en 2002 aux États-Unis a ainsi stoppé les admissions des valeurs étrangères sur le New York Stock Exchange (NYSE) et incité les sociétés en croissance des pays émergents à se faire coter sur le London Stock Exchange, où les critères d'admission sont plus souples.